# Угловая (Вашкинский район)
Угловая — деревня в Вашкинском районе Вологодской области.
Входит в состав Андреевского сельского поселения, с точки зрения административно-территориального деления — в Андреевский сельсовет.
Расстояние по автодороге до районного центра Липина Бора — 32 км, до центра муниципального образования деревни Андреевская — 1 км. Ближайшие населённые пункты — Андреевская, Мытник, Становая, Турзино.
По переписи 2002 года население — 8 человек.